# Pseudochoeromorpha vagemarmorata
Pseudochoeromorpha vagemarmorata là một loài bọ cánh cứng trong họ Cerambycidae.